# Salvenach

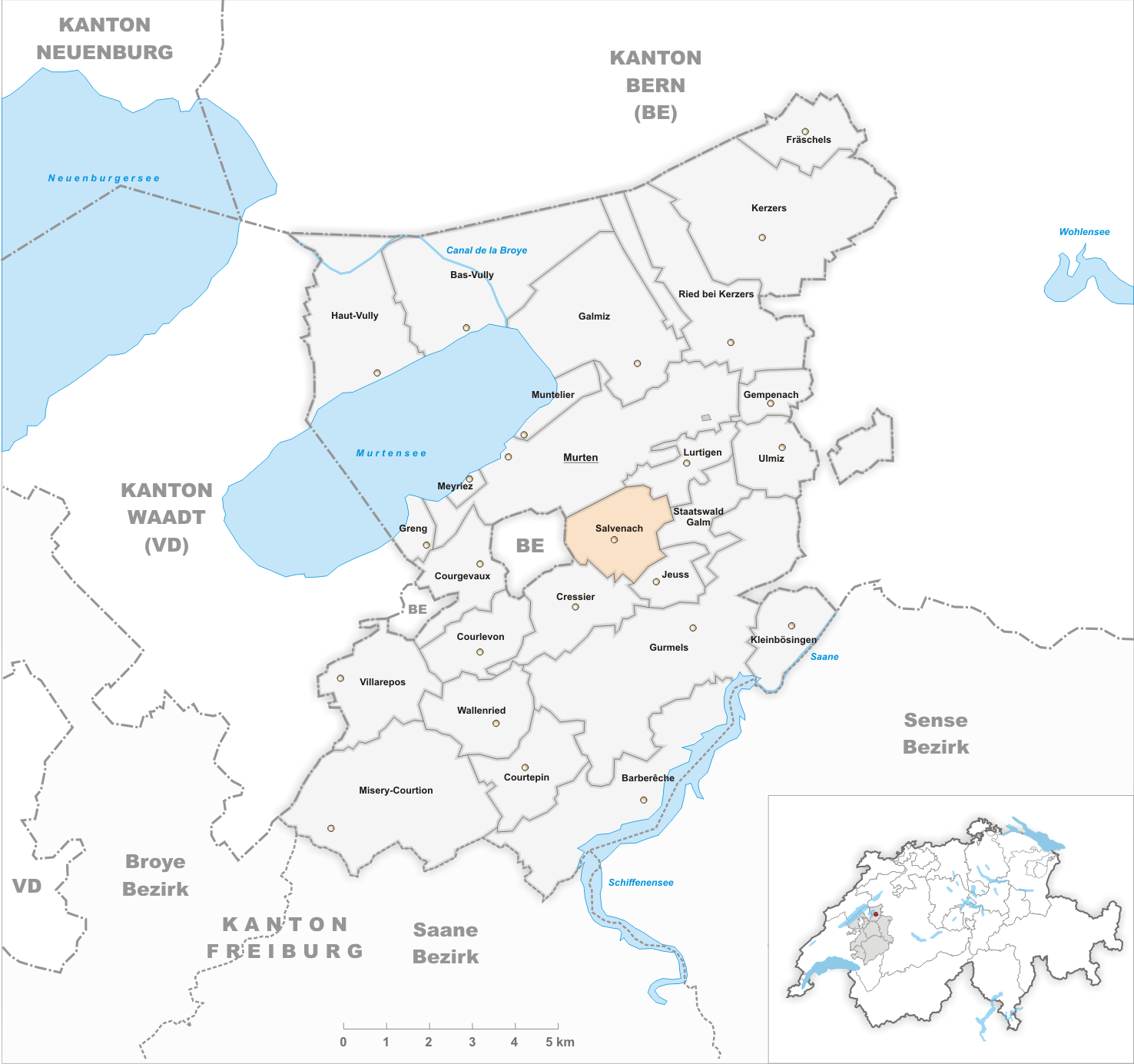
Gemeindestand vor der Fusion am 1. Januar 2016

Salvenach (französisch Salvagny; Freiburger Patois Thevanyiⓘ) war bis am 31. Dezember 2015 eine politische Gemeinde im Seebezirk des Kantons Freiburg in der Schweiz. Am 1. Januar 2016 fusionierte Salvenach zusammen mit Courlevon, Jeuss und Lurtigen mit der Gemeinde Murten.

## Bewohner
Mit 593 Einwohnern (Stand 31. Dezember 2015) gehörte Salvenach zu den kleinen Gemeinden des Kantons Freiburg. Die Bevölkerungszahl von Salvenach belief sich 1900 auf 393 Einwohner. Im Verlauf des 20. Jahrhunderts pendelte die Bevölkerungszahl im Bereich zwischen 330 und 410 Einwohnern. Erst seit 1980 (283 Einwohner) wurde ein deutliches Bevölkerungswachstum mit einer Verdoppelung der Einwohnerzahl innerhalb von 35 Jahren verzeichnet.
Einwohnerzahlen: Volkszählungsdaten
Obschon direkt an der französischen Sprachgrenze gelegen, sind 97,2 % der Einwohner deutscher Muttersprache; 95,1 % sind protestantisch und 3,2 % römisch-katholisch.

## Verkehr
Salvenach liegt an der Postautolinie von Murten nach Gurmels und Düdingen. Durch Salvenach führt die Hauptstrasse von Murten nach Düdingen.

## Geschichte
Der Name des Ortes ist 993 erstmals geschichtlich belegt als Silvaniacus, 1340 als Suaniez, 1389 als Savagny und Savagnie (französischsprechend), 1809 als Salvagny, 1558 als Salffenach (deutschsprechend), 1578 als Saluenach (Carte Techtermann), 1638 als Salfenacht, 1668 als Salvenach (Carte von der Weid).
Wie aus der ersten überlieferten Form hervorgeht, muss Salvenach schon in römischer Zeit bestanden haben, denn der Ortsname geht, wie viele Namen auf Deutsch -ach bzw. franz. -y auf einen lat. Ortsnamentypus auf -iacum zurück. Mit diesem Bestandteil wurden im römischen Gallien Gutshöfe nach deren erstem Besitzer benannt. Im Falle von Salvenach hätte der erste Besitzer Silvanus geheissen. Damit gehörte Salvenach offensichtlich zu einer ganzen Reihe von Gütern, die planmässig im Umkreis um die Kolonie von Aventicum angelegt wurden, um diese mit landwirtschaftlichen Produkten zu beliefern.
Am 21. März 1448 brannte das Dorf vollständig nieder. Zwischen 1555 und 1560 wurde Salvenach durch 14 weitere Feuersbrünste heimgesucht. Die erste französischsprachige Schule wurde 1679 eröffnet, der Besuch war freiwillig. Am 22. April 1801 brannten erneut 15 Häuser nieder. 1923 wurde die öffentliche Wasserversorgung gebaut.

## Sehenswürdigkeiten
Das Ortsbild ist im Inventar der schützenswerten Ortsbilder der Schweiz (ISOS) als Ortsbild von nationaler Bedeutung eingetragen.

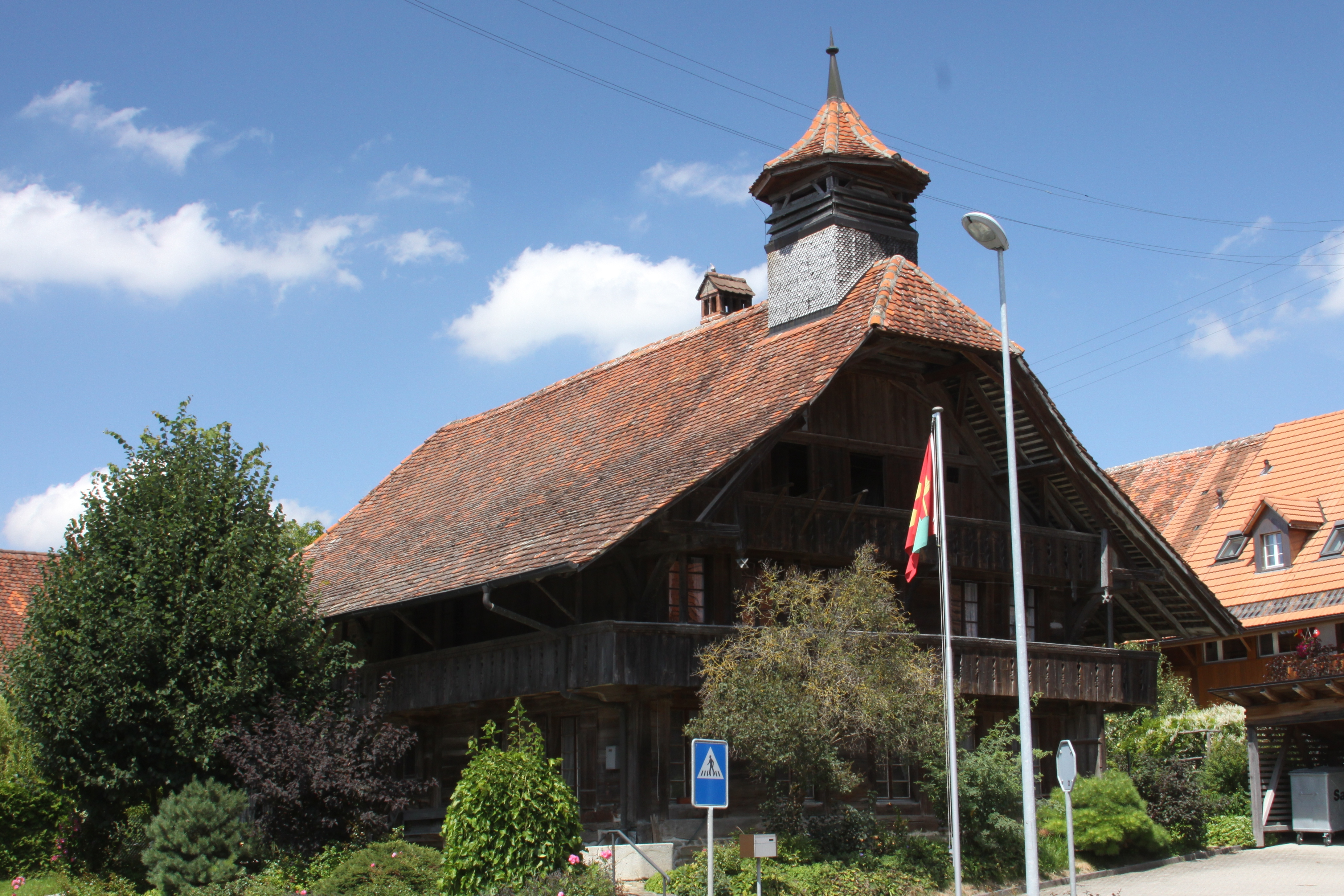
Alte Schule Salvenach
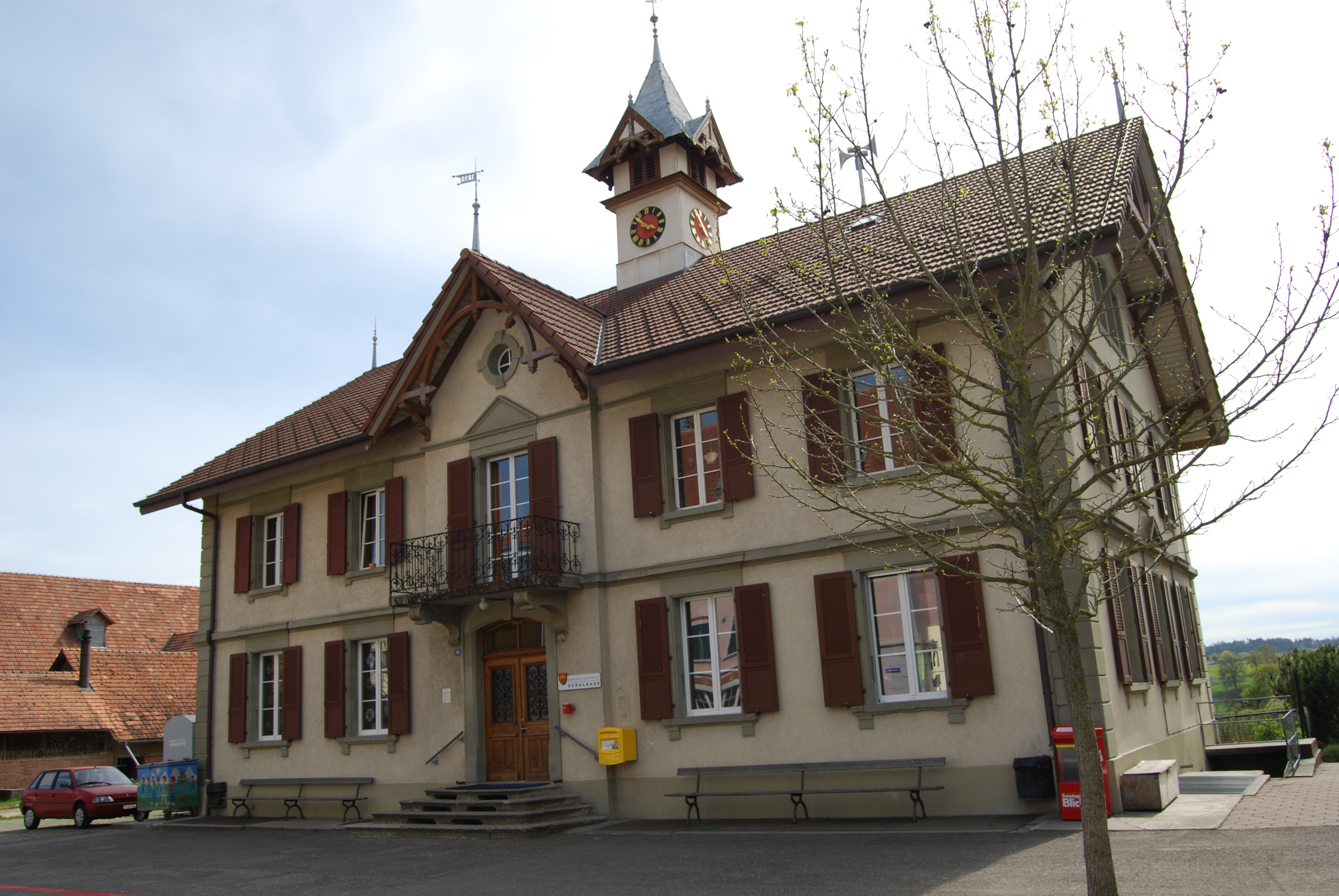
Neues Schulhaus und Gemeindeverwaltung
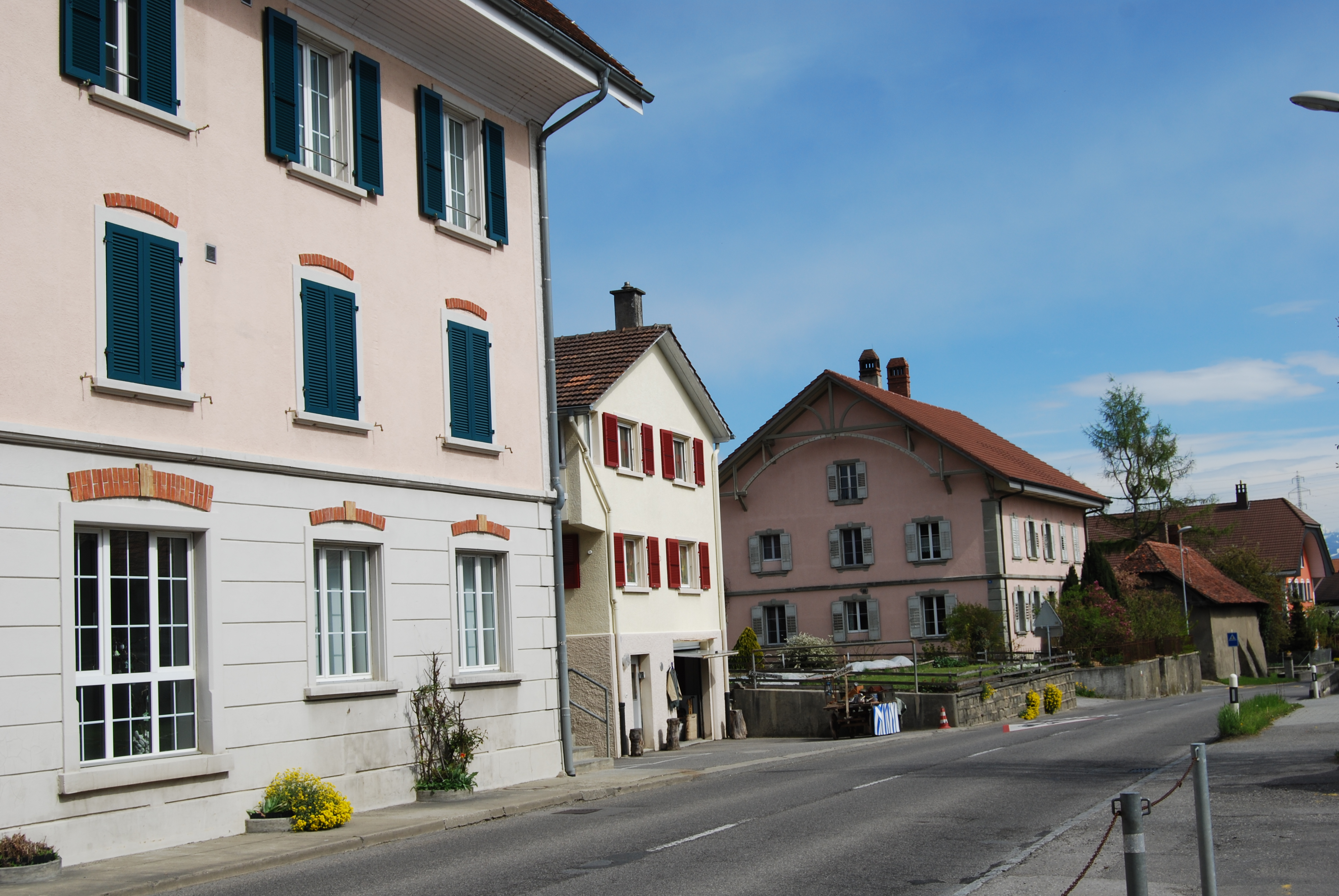
Dorfstrasse
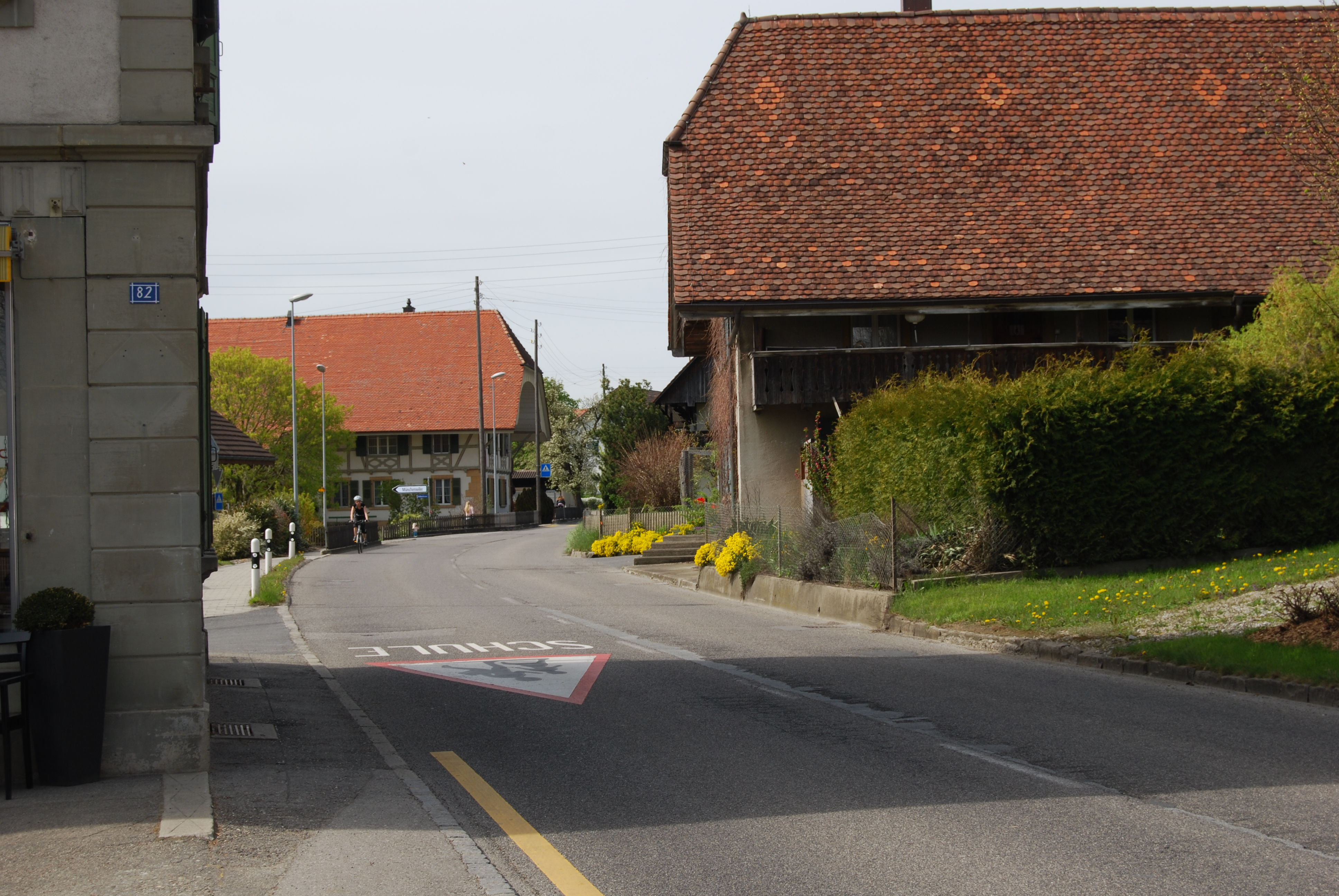
Historische Bauernhäuser im Ortszentrum